# Gheorghe Săsărman

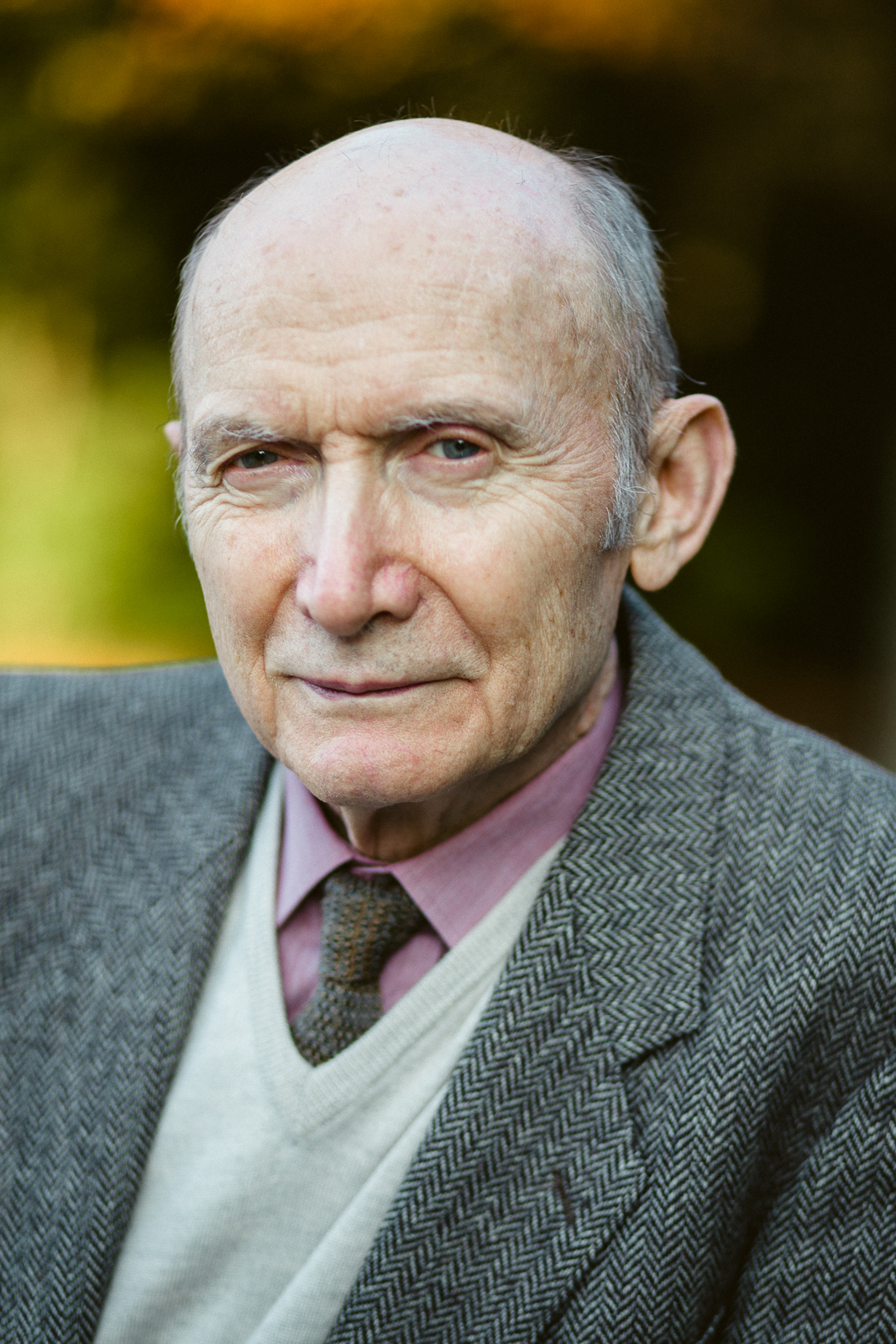
Gheorghe Săsărman este un scriitor de origine română stabilit în Germania

Gheorghe Emil Săsărman (n. 9 aprilie 1941, București) este arhitect, dramaturg, jurnalist, nuvelist, romancier și scriitor român, stabilit în Germania din 1983.

## Biografie

### Studii
Gheorghe Săsărman s-a născut la București într-o familie greco-catolică refugiată din Ardealul de Nord. După război, familia s-a reîntors la Cluj, unde urmează școala și își ia bacalaureatul la Liceul "Emil Racoviță" (1959) .

### Carieră
Urmează cursurile Institutului de Arhitectură "Ion Mincu" din București. După absolvire (1965) se angajează la Ziarul Scânteia, la rubrica de arhitectură și urbanism, iar din 1974 răspunde la Revista Contemporanul de pagina de știință. Devine doctor în teoria arhitecturii (1978), cu lucrarea Funcțiune, spațiu, arhitectură. Silit pe motive politice (un frate rămas „ilegal” în Canada) să renunțe la activitatea de jurnalist (1982), își găsește temporar de lucru ca programator la Centrul Județean de Proiectare din Arad, după care ia calea exilului; se stabilește la München (1983), unde se recalifică și lucrează apoi ca informatician până la pensionare (2006). După 1989 își reia activitatea de jurnalist, semnând în reviste din țară și din străinătate.

### Jurnalist, scriitor
Primele preocupări literare datează din liceu; debutează în 1962 cu povestirea „Cătălina”, iar editorial în 1969. Scrierile sale speculative sau SF alternează cu unele realiste sau fantastice. Publică mai multe volume de proză și romane, două traduse în Germania, respectiv Franța, Spania, Statele Unite, Japonia și Italia. Diverse povestiri și nuvele îi apar în reviste literare, antologii și volume colective din România, Germania, Franța, Italia, Spania, Polonia, Ungaria, Japonia. O piesă de teatru de-a sa este pusă în scenă la Gasteig, München, și apoi la Teatrul C. I. Nottara, București.
Între 2005 și 2010 este director și editor al Revistei Apoziția (serie nouă) din München.

## Scrieri

### Proză
- Catastrofa mezonică, 1963, Colecția „Povestiri științifico-fantastice” numerele 208-210, semnată Ion Mânzatu și Gheorghe Săsărman
- Oracolul, colecție de povestiri, Editura Tineretului, Colecția SF, București 1969
- Cursă în vid (cu Adrian Rogoz), în CPSF #354-355 din 1969
- Cuadratura cercului, proză fantastică, Editura Dacia, Cluj 1975 (ediție cenzurată)
  - Cuadratura cercului, Editura Dacia, Cluj 2001 (ediția doua, integrală)
  - Cuadratura cercului, Editura Nemira, București 2013 (ediția treia)
  - La quadrature du cercle, Éd. Noël Blandin, Paris 1994
  - La cuadratura del círculo, La Biblioteca del Laberinto, Madrid 2010
  - Squaring the Circle, Aqueduct Press, Seattle 2013 (translated by Ursula K. Le Guin)
  - Die Quadratur des Kreises, Verlag Lindenstruth, Giessen 2016
  - 方形の円 (Cuadratura cercului, ediția japoneză), Tokyo Sogensha, Tokyo 2019; 2023
  - Cuadratura cercului - La quadratura del cerchio, Future Fiction, 2023 (ediție bilingvă Ro-It)
- Himera, povestiri și nuvele, Editura Albatros, Fantastic Club, București 1979
- 2000, roman, Editura Eminescu, București 1982
  - Die Enklaven der Zeit, Heyne Verlag, München 1986 (versiunea germană)
- Cupa de cucută, roman, Editura Sedona, Timișoara 1994
- Sud contra Nord, roman, Editura Dacia, Cluj 2001
- Cupa cu cucută, roman, Editura Dacia, Cluj, 2002
- Vedenii, povestiri fantastice, Editura Ideea Europeană, București 2007
- Nemaipomenitele aventuri ale lui Anton Retegan și ale dosarului său, roman, Editura Nemira, București 2011
- Varianta balcanică îmbunătățită, proză și teatru, Editura Nemira, București 2014
- Adevărata cronică a morții lui Yeșua Ha-Nozri, roman, Editura Polirom, Iași 2016
- Alfabetul distopiilor, roman, Editura Școala Ardeleană, Cluj 2021
- Suferințele bătrânului Wernher, roman, Editura Școala Ardeleană, Cluj 2023
- De ce scrii nu scapi, proză, Editura Școala Ardeleană, Cluj 2024

### Teatru
- Farul (Observator, München, Nr.1-2, 2000, p. 56-73).
- Deus ex machina (Gasteig, München, 2005; Teatrul C. I. Nottara, București 2006-2009).

### Nonficțiune
- Cunoaștere și credință. Lecturi paralele, Editura Nemira, București 2014.

### Publicistică
- Între oglinzi paralele, Casa Cărții de Știință, Cluj 2009.
- În fața oglinzii, Casa Cărții de Știință, Cluj 2020.

### Teoria arhitecturii
- Funcțiune, spațiu, arhitectură, eseu, Editura Meridiane, București 1979 (teza de doctorat).
- Gîndirea estetică în arhitectura românească, antologie, Editura Meridiane, București 1983 (studiu introductiv, coordonare generală).
- Estetica Arhitecturii (în tratatul Estetica, Editura Academiei, București 1983).

## Afilieri
- Uniunea Ziariștilor (1965-1983)
- Uniunea Arhitecților din România (1966-1983)
- Uniunea Scriitorilor din România (din 1978)
- Asociația Scriitorilor Români și Germani din Bavaria (din 1998)
- Uniunea Ziariștilor Profesioniști (din 2006)
- Socetatea Culturală Româno-Germană "Apoziția", München (din 1990); președinte executiv (2005-2008)
- Liga Asociațiilor Româno-Germane din Germania (LARG); fondator, președinte (2002-2004), președinte de onoare (2004-2019)

## Premii
- 1962: Premiul internațional la concursul de povestiri SF din 7 țări est-europene.
- 1979: Premiul Uniunii Arhitecților, pentru eseul Funcțiune, spațiu, arhitectură.
- 1980: Premiul Europa, la Convenția Europeană EUROCON V (Stresa / Italia).
- 1982: Premiul Revistei Știință și Tehnică, pentru romanul 2000.
- 2012: Premiul „Ion Hobana” Opera Omnia, acordat de către Filiala București a Uniunii Scriitorilor și Societatea Română de Science-Fiction și Fantasy
- 2017: Premiul „Liviu Rebreanu” (Cartea Anului - Proză), acordat de către Uniunea Scriitorilor, Filiala Cluj, pentru romanul Adevărata cronică a morții lui Yeșua Ha-Nozri
- 2021: Premiul special COLIN „pentru contribuții extraordinare la fantastica românească“
- 2022: Premiul pentru roman, acordat de Convenția Națională ROMCON pentru Alfabetul distopiilor